# Parafia św. Floriana w Zawadzie
Parafia św. Floriana – rzymskokatolicka parafia znajdująca się przy ulicy Luboszyckiej 7 w Zawadzie. Parafia należy do dekanatu Siołkowice w diecezji opolskiej. 

## Historia parafii
Parafia została utworzona przez wyodrębnienie jej z parafii św. Antoniego w Luboszycach. Erygowanie parafii miało miejsce 6 sierpnia 1985 roku a dokonał tego ksiądz biskup Alfons Nossol.
Proboszczem parafii jest ksiądz Mariusz Sobek

## Zasięg parafii
Parafię zamieszkuje 1326 osób, zasięgiem duszpasterskim obejmuje ona miejscowość:
- Zawada.

### Szkoły i przedszkola
- Publiczna Szkoła Podstawowa w Zawadzie,
- Publiczne Przedszkole w Zawadzie.

## Duszpasterze

### Proboszczowie
- ks. Henryk Cieślik (1985-2015),
- ks. Mariusz Sobek (2015-nadal).[2]